# Oued Derna
L'oued Derna (en arabe : وادي درنة) est un cours d'eau intermittent de la Cyrénaïque en Libye. C'est à son existence que Derna, l'une des principales villes de la région, sur la côte méditerranéenne, qui tire ses racines dans l'Antiquité, doit son développement, l'oued lui assurant les ressources hydriques nécessaires pour l'approvisionnement en eau de ses habitants et le développement d'une agriculture locale.
Le cours d'eau est régulièrement sujet à des crues, ce qui a amené la Libye à y ériger dans les années 1970 les barrages de Derna et de Mansour pour protéger la cité de Derna. En septembre 2023, la tempête Daniel provoque la rupture de ces barrages, ce qui entraîne une crue catastrophique dans la ville causant au moins 11 300 morts.

## Hydronymie
L'oued tire son nom de la ville qui se situe à son embouchure, Derna. Un toponyme qui remonte à l'antiquité sous la forme grecque Δάρνις, Darnis, cité dans la Géographie de Ptolémée (circa 150),. Le toponyme a ensuite été arabisé en درنة, Derna, à la suite de la conquête arabo-musulmane de la Cyrénaïque au milieu du VIIe siècle. Le cours d'eau est aussi connu, sur diverses parties de son cours sous les appellations wadi Herna, wadi El-Hamar, wadi Sghedgh, wadi Agdebia et wadi Beddahach.

## Géographie

### Hydrographie

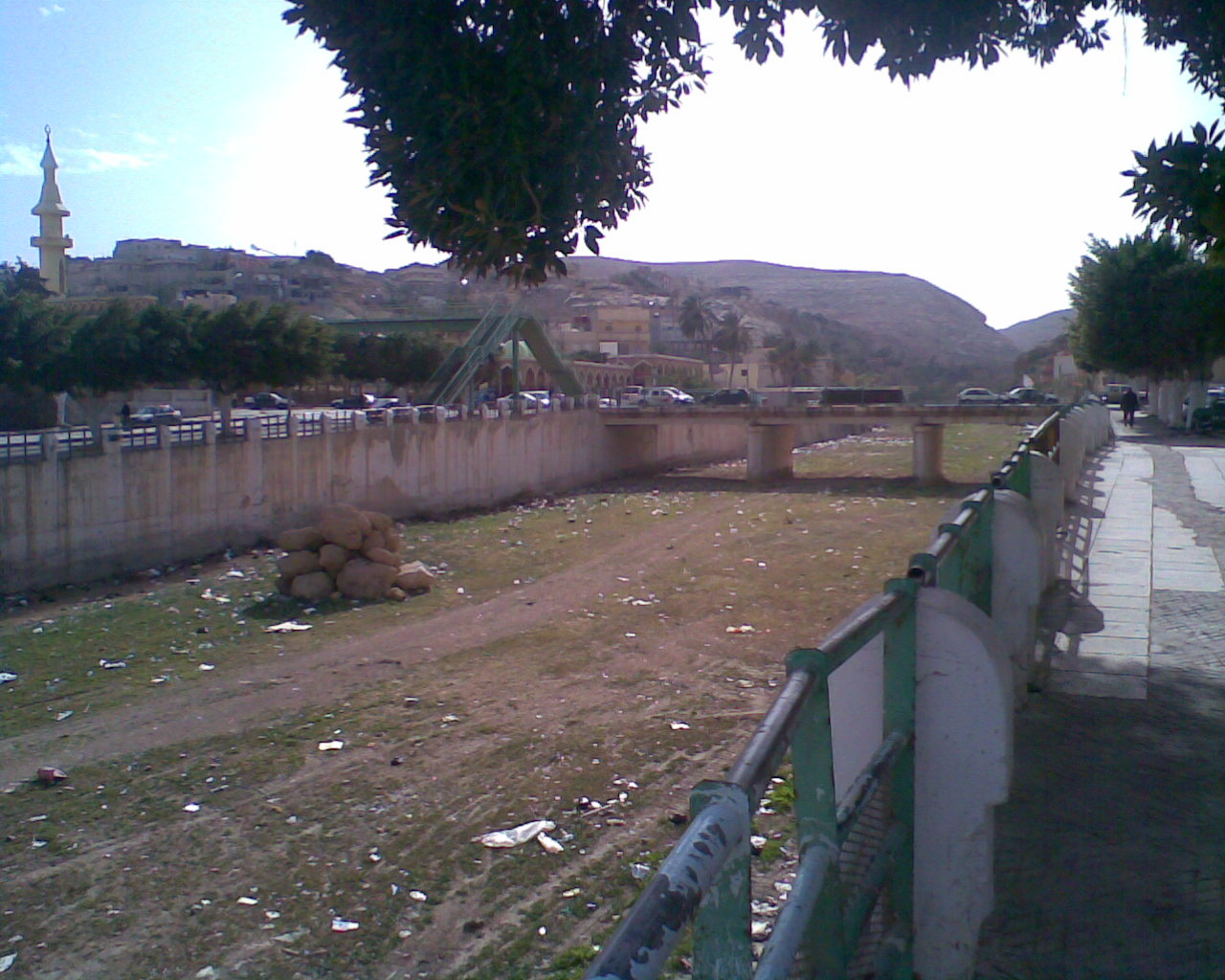
L'oued dans la ville de Derna.

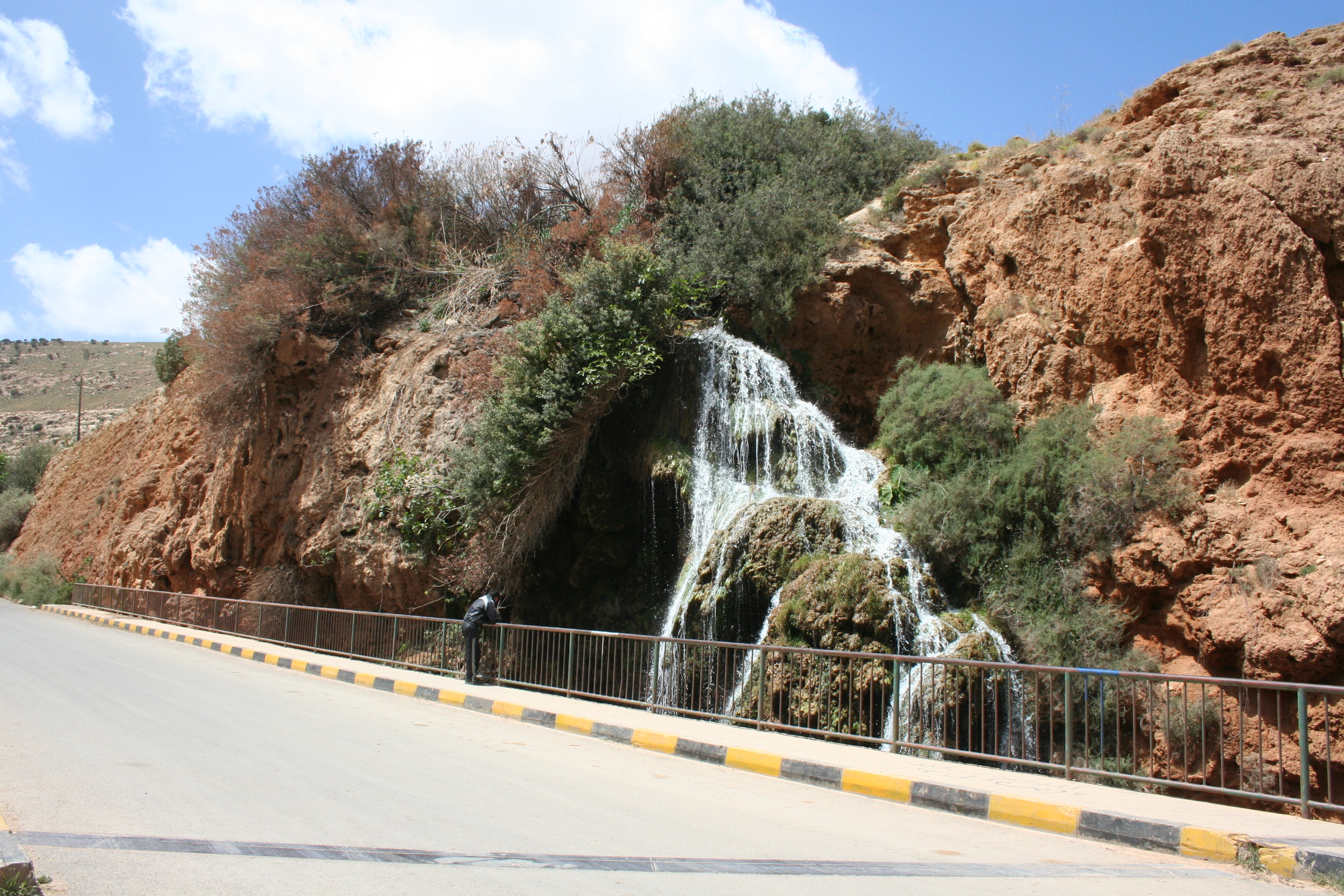
La cascade de Derna, sur le cours supérieur de l'oued.

L'oued Derna est l'un des principaux cours d'eau de Cyrénaïque, une région aride qui dispose de peu de ressources hydriques. Il est par sa longueur, 75 km, le second plus important de la région et draine un bassin hydrographique de 700 km2. Le cours d'eau naît dans le Djebel Akhdar, un massif calcaire culminant à 900 m, où l'on retrouve la plus forte pluviosité du pays.
La source du wadi Derna se situe au sud de la localité de Qayqab. Le cours d'eau suit tout d'abord une trajectoire ouest-est au travers de formations du Miocène et de l'Oligocène. Sa vallée est alors assez ouverte. Ensuite, le cours d'eau bifurque sud-nord en direction de la côte, au travers de l'escarpement du Djebel Akhdar, frayant son chemin à travers des formations de calcaire du Miocène très dures. À 12 km de son embouchure, son cours se creuse profondément en une gorge en forme de V qui s'achève lorsque l'oued dépasse l'escarpement. Sur les derniers 1 300 m de son cours, il forme un lit peu profond dans son cône alluvial, un petit delta où la ville de Derna a été bâtie, avant de finir sa course dans la Méditerranée.
L'oued Derna a la caractéristique, rare en Cyrénaïque, de compter sur son cours inférieur deux sources pérennes majeures dont le débit est parmi  les plus importants de la région, Aïn bu Mansour, à 12 km en amont de l'embouchure, qui se situe dans un horizon d'Oligocène inférieur et Aïn Derna (ou Aïn el Bled), dans de l'Éocène moyen, à 3 km de la mer.

### Climat et régime hydrologique
Le climat y est méditerranéen avec une température moyenne d'environ 20 °C. La moyenne des précipitations se situe entre 200 et 300 mm. La saison des pluies s'étend d'octobre à mars, les mois les plus humides étant janvier et décembre. Le nombre de jours de pluie est compris entre 35 et 50. Les pluies sont torrentielles, provoquant un ruissellement de surface, à l'origine de phénomènes d'alluvionnement et d'érosion. Tous les 3 ou 5 ans, des pluies particulièrement fortes provoquent de graves inondations.

### Biodiversité

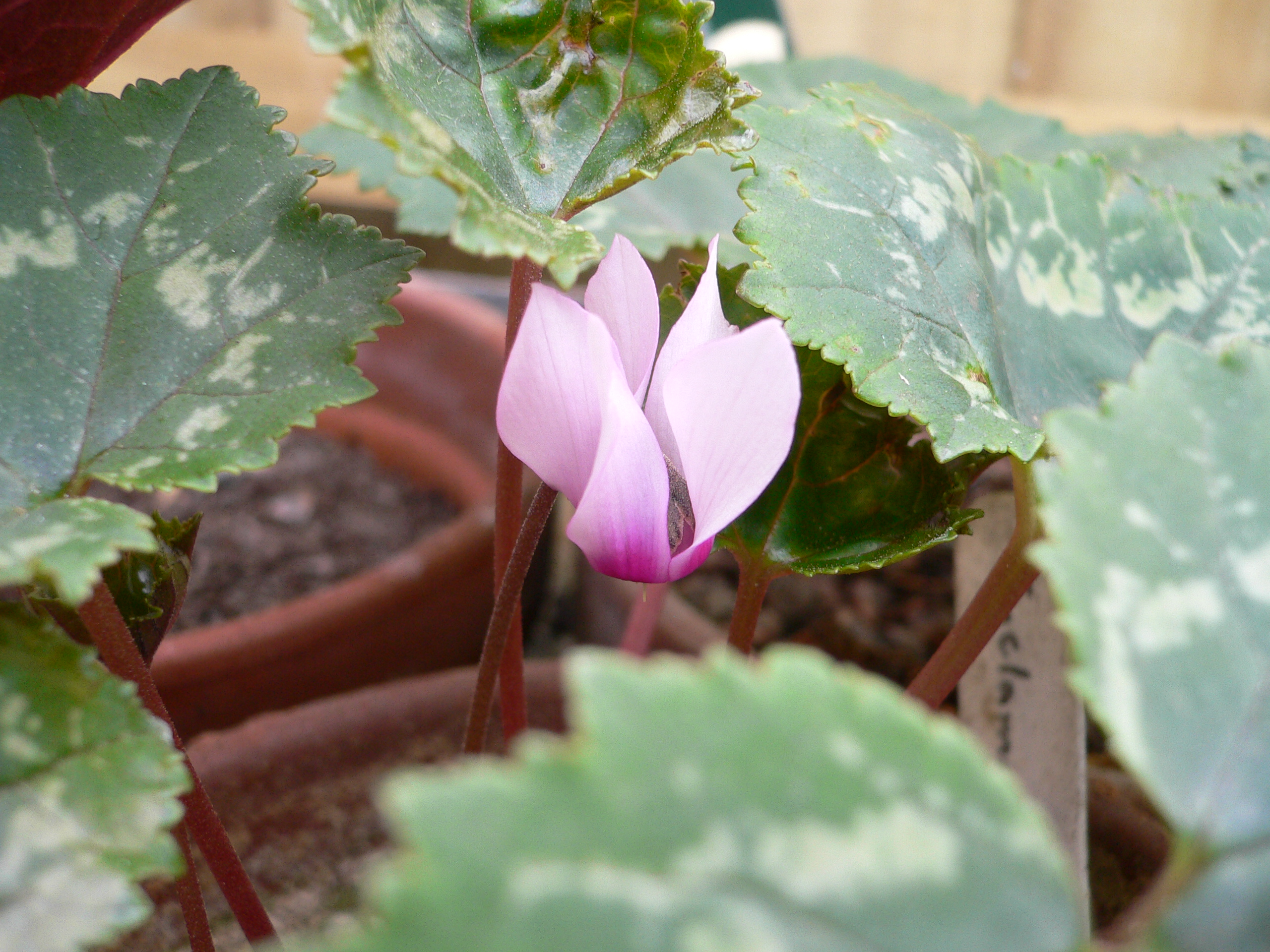
Cyclamen rohlfsianum, une espèce endémique de l'oued Derna.

Lors d'un relevé botanique effectué en 2017 le long de l'oued Derna, le nombre total d'espèces de plantes récoltées était de 167, appartenant à 147 genres et 57 familles, ce qui est cohérent avec les autres oueds du Djebel Akhdar. Ce sont principalement des plantes adaptées à la sécheresse,.
En altitude, le biotope a conservé ses communautés végétales originelles, notamment celle basée sur Artemisia herba-alba. La zone tend néanmoins à être surexploitée par le surpâturage et la récolte à des fins ethnobotaniques. Quatre espèces sont endémiques de l'oued Derna : Cyclamen rohlfsianum, Stachys rosea, Teucrium barbeyanum, Romulea cyrenaica.
À plus basse altitude, la vie sauvage y disparaît en raison de l'exploitation excessive des ressources naturelles : les pâtures sont progressivement remplacées par des cultures et l'apport de déchets liés aux bâtiments amène des espèces invasives comme Nicotiana glauca et Sarcopoterium spinosum qui tendent à être dominantes. D'autres espèces comme Eucalyptus gomphocephala et Nerium oleander se sont naturalisées à la suite de leur plantation par les colons italiens,.

## Utilisations de l'eau

### Agriculture
La disponibilité en eau dans les zones situées entre les deux grands barrages a permis l'installation d'une importante zone agricole. Il s'y pratique la culture céréalière dont l'orge et le blé ainsi que la culture de fruits et légumes dont la grenade, le raisin et l'abricot. Dans les années 1970, une extension de 1 480 ha des zones irrigables a été réalisée grâce à la captation des sources de l'oued vers la zone de Fatayah, un plateau situé à 5 km au sud-est de Derna, le long de la route menant à Tobrouk. Y sont cultivés fourrage, céréales, légumes et fruits.

### Eau potable

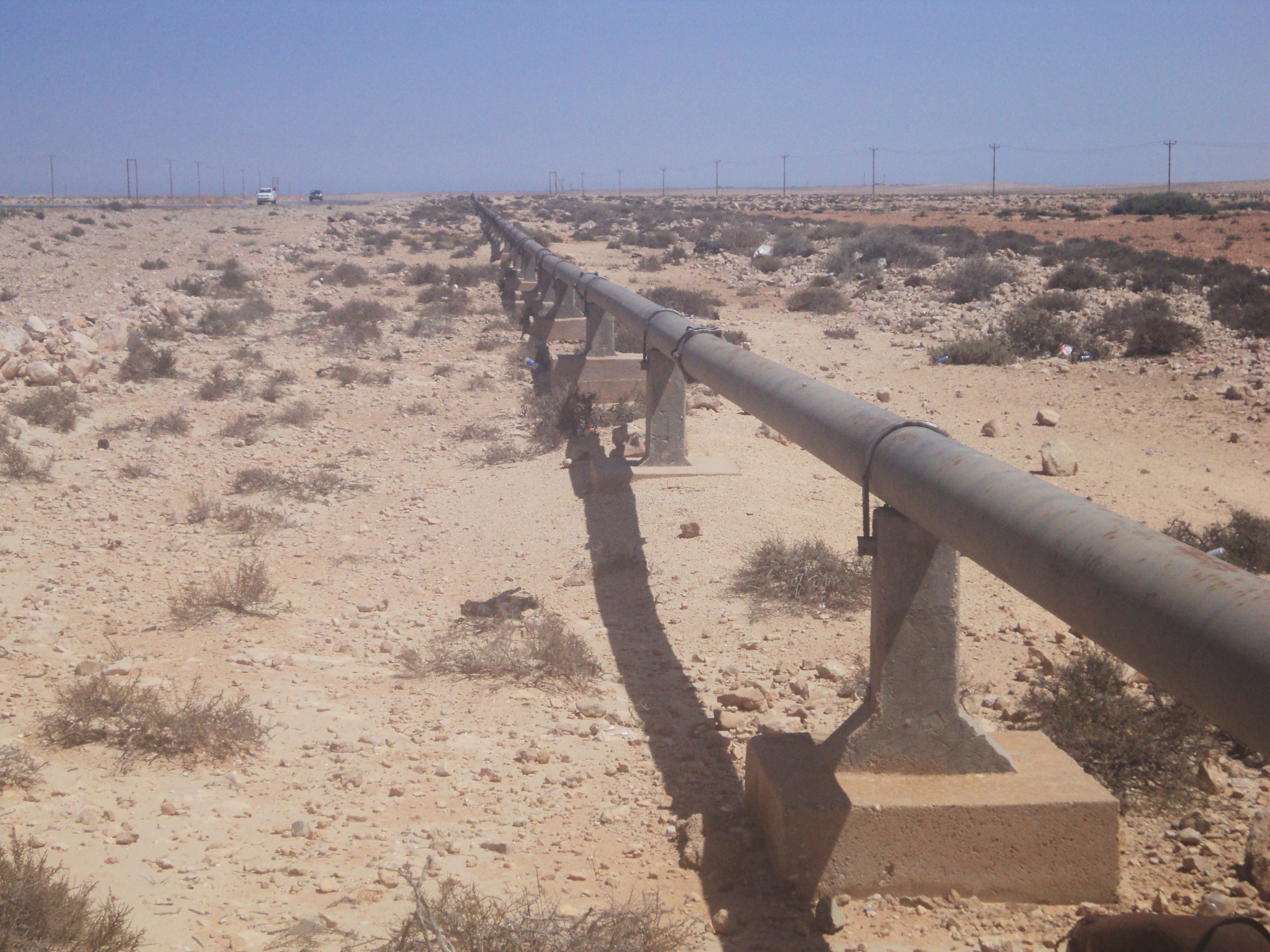
Ancienne conduite acheminant l'eau de wadi Derna vers Tobrouk.

Les sources situées dans le cours inférieur de l'oued ont permis, à partir des années 1950 et 1970, d'alimenter en eau potable Derna et Tobrouk, située à 250 km à l'est,. Dans les années 1990, l’État libyen a complété le dispositif de captation de ces eaux, construisant aqueducs, tunnels et stations de pompage pour faire face à une demande croissante liée à la croissance démographique de la ville. En 2022, ces sources assurent 40% de l'alimentation en eau potable de Derna qui dispose aussi d'une usine de désalinisation d'eau.

## Histoire

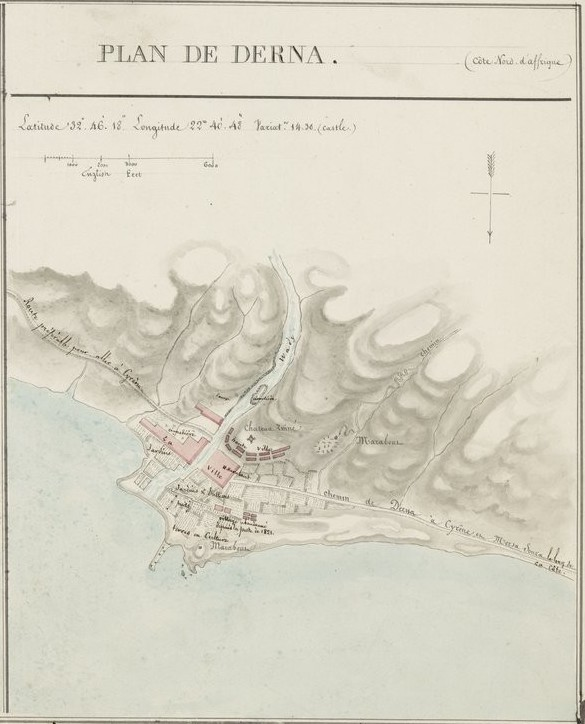
Plan de Derna en 1828. L'oued franchit l'escarpement du Djebel Akhdar par une gorge profonde et la ville s'étend sur le cône alluvial du cours d'eau dont le lit traverse la cité.

Une étude du site de Hajj Creiem, dans l'oued Gahham, un affluent de l'oued Derna, a révélé une occupation humaine de type lacustre au Paléolithique moyen. La campagne archéologique a exhumé 1500 objets de type Levallois-Moustérien et des os d'animaux à la base de couches de marnes et limons lacustres dans le lit de l'oued,.
La ville antique de Darnis, qui faisait partie de la région grecque, puis romaine, de Cyrénaïque était connue pour son potentiel agricole permettant les cultures céréalières et fruitières, liées à la présence de sources d'eau le long du cours inférieur de l'oued Derna. Selon Synésios de Cyrène (v. 370 - 413), l'évêque Dioscore de Darnis envoie des denrées aux pauvres d'Alexandrie grâce à la production de terres agricoles de l'Église situées dans les environs de la ville.
Les britanniques Robert Murdoch Smith  et Edwin Augustus Porcher qui mènent une expédition archéologique en Cyrénaïque en 1860-61 décrivent le rôle que l'eau de l'oued joue dans le quotidien des habitants de Derna : 

« La beauté et la fertilité de la petite plaine de Derna sont dues à l'abondant flot d'eau fraîche qui s'écoule du lit de l'oued. Deux à trois miles en amont de la ville, l'eau est collectée dans un aqueduc artificiel, via lequel elle est dirigée vers la ville, et, de là, distribuée dans les champs environnants et jardins au moyen de petits embranchements latéraux. Pour assurer l'approvisionnement régulier de la propriété de chaque homme, un « chef de l'eau » est nommé, sa tâche est de veiller à ce que l'approvisionnement soit envoyé à chaque district successivement et de s'assurer que personne ne détourne pour son propre usage le courant qui, temporairement, appartient à son voisin. Le vol d'eau est très justement considéré comme un crime sérieux et puni en conséquence. »,

— History of the recent discoveries at Cyrene, made during an expedition to the Cyrenaica in 1860-61

### Guerre italo-turque

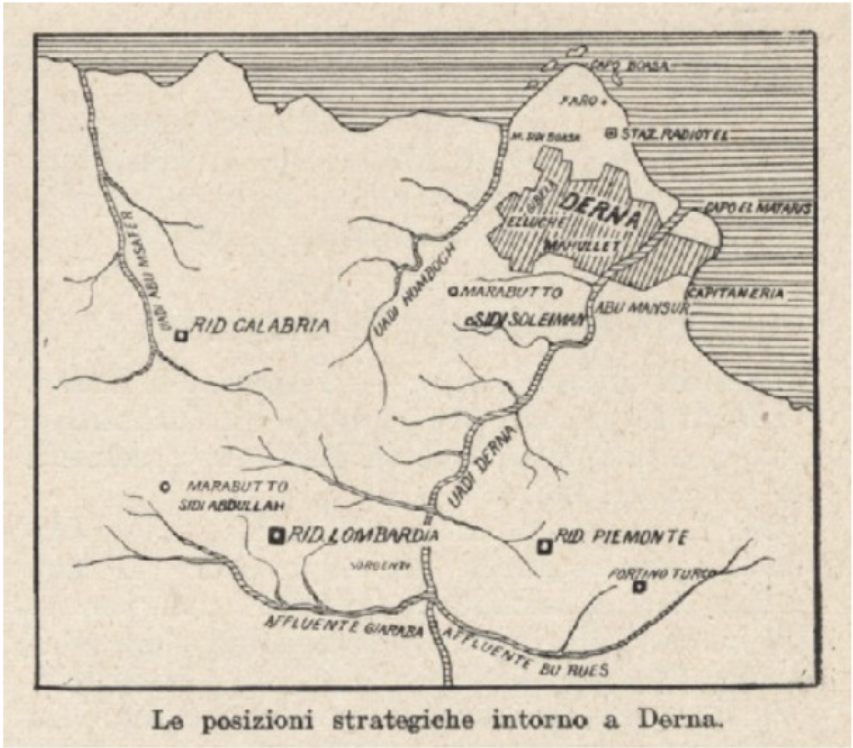
Situation de Derna en 1912, après la conquête italienne.

Le 29 septembre 1911, l'armée italienne entreprend de conquérir la Libye, alors territoire ottoman, et débarque en plusieurs points de la côte libyenne. Elle prend Derna aux Ottomans le 18 octobre. La défense ottomane s'organise à partir de Aïn al-Mansour dans l'oued Derna, à 15 km au sud de la ville où Enver Pacha établit son quartier général. Ce dernier prend ensuite le commandement des forces ottomanes à Benghazi et Mustafa Kemal qui, sous le nom d'Atatürk deviendra le père de la Turquie moderne le remplace à Aïn al-Mansour. Les troupes régulières turques, appuyées par des forces tribales libyennes, tentent de couper l'eau aux Italiens, menant des raids le long de l'oued. Le 24 novembre, une mission de reconnaissance italienne progressant le long de la rive orientale de l'oued est prise en embuscade par les Ottomans. Un bataillon d'Alpini est appelé en renfort, ce qui permet aux Italiens de se dégager, après 8 heures de combats et après des pertes importantes, 15 morts et 37 blessés. Le 27 décembre, les Ottomans coupent l'aqueduc qui ravitaille Derna en eau depuis les sources de l'oued. Des ingénieurs sont chargés de réparer l'adduction d'eau et trois colonnes de l'armée munies d'artillerie de montagne, une de chaque côté de la gorge et une dans le lit de l'oued,  sont chargées de les protéger. Les Ottomans harcèlent les colonnes qui doivent battre en retraite vers Derna, abandonnant de l'artillerie. Les Italiens en sont alors réduits à faire venir d'Italie par bateau leur eau, ce qui s'avère très onéreux. L'armée italienne entreprend alors de construire deux forts, Piemonte et Lombardia, de chaque côté de l'oued à proximité de Derna pour sécuriser l'approvisionnement en eau de la ville. Les deux édifices sont achevés en mars-avril 1912 et mettent fin aux raids ottomans à proximité de Derna.

### Construction de deux barrages
D'importantes crues de l'oued, en 1941, 1959 et 1968, ont conduit la Libye a construire deux barrages pour protéger la ville côtière de Derna. Ces deux structures ont été édifiées de 1973 à 1976 par Hidrotehnika-Hidroenergetika, une entreprise d’ingénierie hydroélectrique yougoslave. Le barrage supérieur Mansour, haut de 74 m, possède une capacité de retenue de 22,5 millions de m3 d'eau tandis que le barrage de Derna, situé en aval, à seulement 1 km de la ville éponyme, a une capacité de retenue de 1,5 million de m3 pour une hauteur de 45 m. Il s'agit de barrages en remblai constitués d'un noyau d'argile recouvert de pierre,. En plus de jouer un rôle protecteur face aux crues, ils permettent l'irrigation des zones environnantes et l'alimentation en eau des populations locales.
Les deux ouvrages résistent bien à un important épisode de crues qui touche la région en 1986. Le maire adjoint de Derna indique, le 12 septembre 2023, que les barrages n'ont plus été entretenus depuis 2002. Cette absence d'entretien s'explique par le délaissement généralisé de l'est libyen sous le régime Kadhafi puis par l'instabilité des années qui ont suivi sa chute. Un article de recherche publié en 2022 alerte sur le risque de crues à Derna et recommande des travaux de maintenance urgents des barrages.

### Rupture des barrages lors de la tempêteDaniel
En septembre 2023, la tempête Daniel, un cyclone subtropical méditerranéen, frappe la région de Derna. Les deux barrages de l'oued cèdent le 11 septembre. Le barrage amont, situé à la convergence de deux gorges cède en premier, déversant ses eaux vers le second barrage, 12 km en aval et très proche de la ville, qui cède à son tour.
Il est estimé que 30 millions de mètres cubes d'eau ont déferlé sur Derna peu avant 3 h EET, créant des vagues de 7 m de haut. Les quatre ponts de la ville s'effondrent, ce qui coupe la ville en deux. Des pans entiers de la ville disparaissent dans les flots de la Méditerranée. Une analyse des Nations unies montre que 2 200 édifices ont été inondés. Seuls 3 des 10 quartiers de la ville ne sont pas touchés par la crue, et 5 des 7 routes d'accès à Derna sont rendues inaccessibles.
On dénombre au moins 11 300 morts. Le maire de Derna, Abdulmenam Al-Ghaithi, indique à al-Arabiya que le décompte final pourrait atteindre 18 000 à 20 000 morts, soit un cinquième de la population totale de cette ville libyenne. Les secours en mer retrouvent des corps jusqu'à 100 km de la côte.